# Ramón de Castellazuelo
Ramón de Castellazuelo fue un obispo de Zaragoza entre 1185 y 1216.
Como obispo, prosiguió las obras de la Seo de Zaragoza que su predecesor Pedro Tarroja había empezado. El proyecto mantenía la antigua mezquita reconvertida en iglesia, pero la añadía un cabezal, cinco ábsides y una portada flanqueada por dos torres de sección cuadrada.
Acompañó al rey Pedro III de Aragón en la campaña contra el Rincón de Ademuz de 1212, participando en los sitios de Al-Dāmūs y Castellfabib.
| Predecesor: Pedro Tarroja | Obispo de Zaragoza 1184 - 1189 | Sucesor: Rodrigo de Rocabertí |